# 福岡県道・大分県道2号豊前耶馬溪線
福岡県道・大分県道2号豊前耶馬溪線（ふくおかけんどう・おおいたけんどう2ごう ぶぜんやばけいせん）は、福岡県豊前市から大分県中津市に至る県道（主要地方道）である。

## 概要
福岡県豊前市大字下河内から大分県中津市耶馬溪町大字柿坂に至る。2006年（平成18年）4月現在、福岡・大分両県境付近が未開通区間である。

### 路線データ
- 起点：福岡県豊前市大字下河内（下河内交差点、福岡県道32号犀川豊前線交点）
- 終点：大分県中津市耶馬溪町大字柿坂（国道212号交点）
- 実延長：20.5 km[注釈 1]

## 歴史
- 1918年（大正7年） - 郡道宇島港上川底古峠線を郡道認定。
- 1923年（大正12年）7月 - 大分県道・福岡県道433号津民八屋線を県道認定。
- 1959年（昭和34年）4月
  - 大分県道・福岡県道433号津民八屋線路線を廃止。
  - 大分県道・福岡県道158号一般県道津民豊前線を県道認定。
- 1973年（昭和48年）3月 - 大分県道・福岡県道158号津民豊前線から大分県道・福岡県道104号津民豊前線に路線番号を変更した。
- 1993年（平成5年）5月11日 - 建設省（現・国土交通省）から、一般県道津民豊前線が豊前耶馬渓線として主要地方道に指定される[1]。
- 1994年（平成6年）6月 - 上記告示に基づき主要地方道2号豊前耶馬溪線として県道認定。一般県道津民豊前線は路線廃止された。

## 地理

### 通過する自治体
- 福岡県
  - 豊前市
- 大分県
  - 中津市

### 交差する道路
| 交差する道路                                                                 | 都道府県名 | 市町村名 | 交差する場所     | 交差する場所        |
| ---------------------------------------------------------------------------- | ---------- | -------- | ---------------- | ------------------- |
| 福岡県道32号犀川豊前線                                                       | 福岡県     | 豊前市   | 大字下河内       | 下河内交差点 / 起点 |
| 未供用区間                                                                   |            |          |                  |                     |
| 大分県道646号津民中摩線                                                      | 大分県     | 中津市   | 耶馬溪町大字大野 |                     |
| 大分県道411号中津山国自転車道線 / 耶馬溪サイクリングロード「メイプルライン」 | 大分県     | 中津市   | 耶馬溪町大字栃木 |                     |
| 国道212号 国道500号 重複                                                     | 大分県     | 中津市   | 耶馬溪町大字柿坂 | 終点                |

### 沿線
- 豊前市立合岩中学校
- 中津市立津民小学校
- 津民郵便局
- 耶馬渓
- 大分県立中津南高等学校耶馬渓校
- 耶馬溪ダム